# VU (musikalbum)
VU är ett musikalbum av rockgruppen The Velvet Underground. Det samlar tidigare outgivna inspelningar, mestadels gjorda 1968 och 1969, och gavs ut 1985, 12 år efter bandets slutgiltiga upplösning.
Efter sina två första album, utgivna på Verve Records, gick Velvet Underground över till moderbolaget MGM Records där de släppte albumet The Velvet Underground 1969. Man hade kontrakt för ytterligare ett album och började spela in nya låtar. Senare samma år fick bolaget en ny ledning och den nya VD:n bestämde sig för att rensa ut musik som kunde uppfattas som kontroversiell. The Velvet Underground, med sina texter om bland annat droger, hörde till dessa. Bandet hade dock redan spelat in 14 låtar och bolaget behöll dessa.
Lou Reed spelade in flera av låtarna på nytt under sin tidiga solokarriär. Originalversionerna förblev dock outgivna fram till 1985. Velvet Underground hade då uppnått kultstatus och Verve planerade att ge ut bandets tre första album på nytt, på både vinyl och cd, när de hittade 19 stycken tidigare outgivna låtar. Utöver de 14 från det outgivna albumet ytterligare 5 stycken från den tidigare Cale-eran. Tio av låtarna gavs ut på VU. Resten, andrasorteringen, släpptes året efter på albumet Another View.

## Låtlista
Samtliga låtar skrivna av Lou Reed, om inte annat anges.
1. "I Can't Stand It" - 3:23
2. "Stephanie Says" - 2:50
3. "She's My Best Friend" - 2:49
4. "Lisa Says" - 2:55
5. "Ocean" - 5:12
6. "Foggy Notion" (Lou Reed, Sterling Morrison, Maureen Tucker, Hy Weiss, Doug Yule) - 6:43
7. "Temptation Inside Your Heart" - 2:30
8. "One of These Days" - 3:52
9. "Andy's Chest" - 2:52
10. "I'm Sticking With You" - 2:26

## Medverkande
- Lou Reed - sång, gitarr
- Sterling Morrison - gitarr
- Maureen Tucker - percussion, sång på "I'm Sticking with You"
- Doug Yule - bas, keyboard, gitarr på "One of These Days", sång på "She's My Best Friend" (spår 1, 3-6 och 8-10)
- John Cale - fiol, bas, celesta (spår 2 och 7)